# Іван Силка
Іван Юхимович Силка (Юхненко) (? — 1659) — військовий діяч доби Гетьманщини, полковник, наказний гетьман (1659) над військом промосковського гетьмана І. Безпалого.

## Життєпис
Вперше згадується у Реєстрі 1649 року — як козак Лютенської сотні Полтавського полку. У цій сотні також зафіксований Васько Силчин брат. За здогадкою В. Кривошеї, у 1650-х роках міг деякий час тримати уряд лютенського сотника.
На історичну арену Силка вийшов у листопаді 1658 року. Після розгрому повстанців М. Пушкаря і Я. Барабаша він став одним із лідерів збройної опозиції гетьману І. Виговському. Брав участь у козацькій раді під Варвою, де на противагу Виговському «наказним гетьманом» проголосили І. Безпалого.
Призначений Безпалим полковником, а у лютому 1659 року — наказним гетьманом. На чолі 2 000 козаків і загону московських стрільців у лютому-березні успішно обороняв Зіньків від війська Виговського. Невдала облога цієї фортеці не дала гетьману відновити повний контроль над Полтавщиною.
У квітні полк Силки доєднався до армії московського князя О. Трубецького, що вторглась на територію Гетьманщини та обложила Конотоп. У травні полковник очолює союзні московитам козацькі загони під час карального рейду воєводи Г. Ромодановського на Борзну. У червні — разом з воєводою В. Новосильцевим взяв участь у поході на південь Лівобережжя. 12 червня 1659 року потрапив у полон до кримських татар під час битви під Говтвою.
За наказом І. Виговського прикутий до гармати. 26 липня посланці І. Безпалого у Москві повідомили, що Силка вбитий, а наказним гетьманом замість нього призначений миргородський полковник Павло Апостол. Ймовірно, був страчений за наказом Виговського.